# Abou Mosab al-Barnaoui
Habib Yusuf, conocido como Abu Mosab al-Barnaoui, (Estado de Borno, 24 de diciembre de 1994-Ib., c. agosto de 2021) fue un terrorista nigeriano de ideología yihadista. Miembro de Boko Haram, grupo fundado por su padre, Mohammed Yusuf. Desde el verano de 2016 hasta marzo de 2019 fue el líder de la facción Estado Islámico del África Occidental, conocida por sus siglas ISWAP (del inglés Islamic State’s West Africa Province).

## Biografía
Habib Yusuf es el hijo mayor de Mohammed Yusuf, fundador de Boko Haram. A los 15 años, empezó a participar en el movimiento insurgente de Boko Haram. En ese periodo estuvo muy cerca de Abubakar Shekau, quien sucedió a Yusuf y fundó la Jamā'at Ahl as-Sunnah lid-Da'wah wa'l-Jihād JAS (Grupo Suní para la Predicación y la Yihad).
Hizo su primera aparición en un vídeo en enero de 2015 denunciando la masacre de Baga en nombre del grupo. Después de jurar lealtad de Boko Haram al Estado Islámico en marzo de 2015 Abou Mosab al-Barnaoui aparece como el portavoz de Estado Islámico en África Occidental,, sin embargo la BBC afirma que no se han  obtenido imágenes contrastadas de su persona. Ha sido asociado con el grupo disidente Ansure, pero hay evidencias de que continuó colaborando con Boko Haram.
Pero a partir de este período comenzaron a aparecer tensiones entre al-Barnaoui y Shekau. Este último cuestiona que al-Barnaoui sea el portavoz del grupo. Al-Barnaoui, por su parte, se acerca a Mamman Nour, quien era un íntimo confidente de su padre. Estos últimos reclutaron a partidarios que diseminaron en la región del lago Chad. También cuestionaron los ataques de Shekau contra civiles musulmanes, quien considera que todos aquellos que acceden a vivir en zonas controladas por el gobierno nigeriano merecen la muerte.
El 2 de agosto de 2016 el Estado Islámico presenta a Abu Mosab al-Barnaoui como el Wali y jefe de sus fuerzas en África Occidental y anuncia la destitución de Abubakar Shekau, considerado demasiado extremista por el ISIS.  Este último, sin embargo, rechaza su destitución y critica a Abu Mosab al-Barnaoui a quien describe como «desviado».
Al-Barnaoui tenía solo 22 años cuando asumió la jefatura del Estado Islámico en África Occidental. Según el islamólogo y analista Romain Caillet, el hecho de que sea hijo de Mohammed Yusuf «significaría que la legitimidad es de quienes están al lado de Musab al-Barnawi y por tanto con el Estado Islámico. Pero al mismo tiempo […] es alguien relativamente joven y por tanto quizás tenga detrás de él a otras personas, no tanto un hombre de paja sino alguien que es utilizado porque es hijo de y que finalmente tenga otro grupo tras de sí».
El periódico del EI al-Nabaa publicó una entrevista con Barnawi en agosto de 2016. En ella, describía la batalla del grupo contra los Estados de África Occidental como una batalla contra «apóstatas» y «cruzados». Amenazó con ordenar el asesinato de cristianos y el bombardeo de iglesias. Pero en un importante cambio de estrategia del grupo, se comprometió a poner fin a los ataques indiscriminados contra mezquitas y mercados.
Las fuerzas de Al-Barnaoui y Mamman Nour cometen menos abusos contra civiles musulmanes que las de Shekau; Al-Barnaoui también pide concentrar los ataques contra los «cruzados cristianos».
A mediados de agosto, estallaron enfrentamientos entre el Estado Islámico y el Grupo sunita por la predicación y la yihad. Estos primeros enfrentamientos se beneficiaron de los partidarios de Barnaoui, quienes expulsaron a los partidarios de Shekau de varias aldeas. Un residente, Mele Kaka, explicó a la agencia AFP: «Después de cada ataque, los combatientes de Barnoui han explicado a los campesinos que sus rivales del clan Shekau se habían alejado de la verdadera yihad y que mataban a inocentes, robaban sus bienes y quemaban sus casas […] actos contrarios a las enseñanzas del islam».  La facción Barnaoui se estableció en el noreste de Maiduguri. Se considera que está mejor organizado que el de Shekau.
Se dice que Al-Barnaoui ha establecido contactos con las fuerzas del Estado Islámico del Gran Sahara, lideradas por Adnane Abou Walid Al-Sahraoui, y activas en las zonas fronterizas de Malí, Níger y Burkina Faso. Cada uno tiene como objetivo extender sus áreas de acción hacia el otro  . En enero de 2017 al-Barnaoui fue visto en la región nigeriana de Toumbounji y en Kaïowa, cerca de la frontera con Benín.
Tras la purga de otros líderes reconocidos como Mamman Nur y Ali Gaga, que habían sido cercanos a Al-Barnawi, una corriente más radical había ido ganando seguidores en los últimos años. Abu Mosab al-Barnaoui fue depuesto por el Estado Islámico en marzo de 2019 y reemplazado por Abou Abdallah Idrisa o Abou Abdullah Ibn Umar Al-Barnaoui.
El 14 de octubre de 2021 Lucky Irabor, jefe del Estado Mayor de la Defensa de Nigeria, informó que había muerto sin dar más detalles sobre las circunstancias de su muerte. Sin embargo, diversos medios ya habían informado en agosto que Al Barnawi había fallecido.